# Neslihan Şenocak
Neslihan Şenocak (n. Esmirna, c. 1976) es una historiadora turca, profesora en la Universidad de Bilkent, Ankara y en la Universidad de Columbia en la ciudad de Nueva York. 

## Carrera
Su trabajo examina las órdenes religiosas medievales y la vida cotidiana en la Italia del siglo XIII, y su proyecto más reciente es sobre la relación de los delitos violentos y la urbanización en Perugia, del siglo XIII. 

### Publicaciones
Es la autora de los siguientes artículos: 
- "La circulación de libros en el orden franciscano medieval: actitud, métodos y críticos" en el Diario de Historia Religiosa, 2004,[1]
- "Adquisición de libros en la Orden Franciscana Medieval", Diario de Historia Religiosa, 2003,[2]
- "La orden franciscana y la filosofía natural en el siglo trece: una relación redefinida" en Revista para el estudio de la religión, la naturaleza y la cultura, (Ecoteología 7.2), enero de 2003,[3]
- "Catálogos de bibliotecas franciscanas de principios del siglo XIV" en Scriptorium, vol. 59, n.º 1, 2005, pp. 29-50,[4]

Así como numerosas reseñas de libros. Estas obras han sido citadas unas 90 veces en la literatura académica.